# Фото-Култ
„Фото-Култ“ е името на български уебсайт за фотография, предлагащ място за изява на фотолюбителите.
Стартиран през 2002 г., „Фото-Култ“ е основен конкурент на „Фото форум“, до закриването на първия през 2018 г.

## История
В началото на 2002 г. e организирана първата клубна изложба с подкрепата на Юрий Трейман. По време на осмата „Фотоваканция“ в Приморско същата изложба открива мероприятието. За първи път се виждат един друг фотографите-ентусиасти от София, Пловдив, Козлодуй, Варна и др. Клубарите печелят много индивидуални награди на това събитие. За изложбата си Фотоклубът получава диплома и медал от Фотографско общество. Към края на 2002 г. Фотоклубът провежда още една, втора подред изложба в зала „Средец“ в Министерството на културата. Изложбата е посетена от фотоелита на София, както и отразена от медиите. Показана е по-късно и в Козлодуй и Пловдив.
С течение на времето става ясно, че сървърът на dir.bg не издържа на натоварването и форумът на фотоклуба се мести на www.spottown.com. В същото време започва разработката на първата версия на „Фото-Култ“.
За пръв път на бял свят сайта се появява на 15 декември 2002 г. Мястото за проекта е осигурено по това време от cult.bg. До този момент фотолюбителите в България са се събирали предимно в клуб „Фотография“ на www.clubs.dir.bg, а снимки са публикували предимно в руските и американски фотосайтове.
На 25 юни 2007 година сайтът е преместен на собствен сървър. Сървърът е разположен безплатно в Орбител. Това допринася за повишаването на скоростта на сайта, като същевременно се запазват добрите отношения с администраторите на www.cult.bg.

## Потребители
На сайта са регистрирани много потребители, живеещи предимно в България. По-малка част от потребителите живеят в Европа, САЩ, Канада и други страни. Всички потребители на сайта са обединени от един общ интерес – фотография. За едни е професия, за други хоби, а за трети – търсене на начин и място за изява.

## Основни дейности на сайта
„Фото-Култ“ е създаден първоначално като уеб базиран албум, който дава възможност на потребителите да публикуват снимки в интернет пространството, а също така да ги оценяват и коментират.
Поради големия интерес от страна на потребителите на по-късен етап е добавен и специализиран фото форум. Във форума се обсъждат множество теми свързани с фотографията като изкуство, техника, хоби и начин на живот.
Също така на сайта има раздел за публикуване на ревюта от самите потребители на сайта, където може да се прочетат отзиви за най-разнообразно фотографско оборудване.
Най-новата дейност, която се развива на сайта са клановете – групи потребители, които избират снимки с определена тематика. Основната идея е от хилядите качени снимки да се подберат такива, които са с определена фотографска стойност и да се подредят в албум удобен за разглеждане от потребителите на сайта.

### Пленерите
Най-интересната от дейностите на „Фото-Култ“ е организирането на фотопленери, в които участват множество любители и професионални фотографи от цяла България. Понастоящем са организирани и проведени фотопленери в Копривщица, Перник, Девин, Габрово, Белоградчик, Велико Търново, Русе – Русенски Лом, Козлодуй и др.
Най-успешният фотопленер „Балчик – древен и модерен“ от 4 до 6 май 2007 г. е организиран съвместно с Община Балчик. В него участват повече от 40 фотографи. По време на пленера са направени стотици снимки, а с най-добрите е организирана изложба при закриването на пленера. Впоследствие изложбата беше показана в София, като идеята е да бъде пътуваща и да бъде представена на публиката и в други градове на страната. Планирано е второ издание на фотопленера за 2008 г.